# Neuvicq
Neuvicq település Franciaországban, Charente-Maritime megyében. Lakosainak száma 408 fő (2022. január 1.). Neuvicq Guizengeard, Boresse-et-Martron, Chevanceaux, Le Fouilloux, Montguyon, Montlieu-la-Garde, Orignolles, Saint-Martin-d’Ary, Saint-Palais-de-Négrignac és Val-d'Auge községekkel határos.

## Népesség
A település népességének változása:
| Lakosok száma | 457  | 340  | 331  | 401  | 405  | 422  | 452  | 466  | 469  | 408  |
|               | 1968 | 1982 | 1990 | 2006 | 2013 | 2015 | 2017 | 2019 | 2020 | 2022 |